# Boreomysis atlantica
Boreomysis atlantica är en kräftdjursart som beskrevs av Nouvel 1942. Boreomysis atlantica ingår i släktet Boreomysis och familjen Mysidae. Inga underarter finns listade i Catalogue of Life.